# 姜彬彬
姜彬彬（Jiang Binbin，1996年5月31日—），浙江溫州人，中国女子羽毛球运动员。

## 簡歷
姜彬彬7歲開始學羽毛球，9歲到浙江省體校訓練。由於她的先天運動條件並不好，身高只有1.61米，很多教練認為她想要出好成績很難，但為了堅持女兒成為羽毛球運動員的夢想，她的父母決定全家搬到了上海居住，讓她進入上海市體育運動學校，繼續半打球半讀書的生活。直到2009年，她如願進了上海體工隊羽毛球隊。球隊的教練慢慢發現了她的灵活封网前的長處，讓她主攻羽毛球雙打方向；而她也不負眾望，兩次獲得了2012年度上海市96年齡段羽毛球單打冠軍，以及拿得2013年“李宁杯”全国青年羽毛球锦标赛的女子双打金牌。

## 主要比賽成績
只列出曾進入準決賽的國際賽事成績：
| 年份   | 賽事                     | 公開賽級別 | 項目     | 搭檔   | 成績   |
| ------ | ------------------------ | ---------- | -------- | ------ | ------ |
| 2014年 | 亞洲青年羽毛球錦標賽     | 其他       | 混合團體 | －     | 冠軍   |
| 2014年 | 亞洲青年羽毛球錦標賽     | 其他       | 女子雙打 | 唐平阳 | 季軍   |
| 2014年 | 世界青年羽毛球錦標賽     | 其他       | 混合團體 | －     | 冠軍   |
| 2014年 | 世界青年羽毛球錦標賽     | 其他       | 女子雙打 | 唐平阳 | 季軍   |
| 2015年 | 中國羽毛球國際挑戰賽     | 國際挑戰賽 | 女子雙打 | 唐平阳 | 準決賽 |
| 2016年 | 馬來西亞羽毛球國際挑戰賽 | 國際挑戰賽 | 女子雙打 | 唐平阳 | 亞軍   |

| 2007-2017年 | 首要超級賽 | 超級賽 | 黃金大獎賽 | 大獎賽 | 國際挑戰賽 | 國際系列賽 | 未來系列賽 | 其他 |

| 2018-2026年 | 總決賽 | 超級1000賽 | 超級750賽 | 超級500賽 | 超級300賽 | 超級100賽 | 國際挑戰賽 | 國際系列賽 | 未來系列賽 | 其他 |